# Уикершем, Эмили
Эмили Уикершем (англ. Emily Wickersham; род. 26 апреля 1984) — американская актриса, в основном, известная благодаря своим ролям на телевидении. Она появилась в нескольких телешоу и фильмах, исполняя малые роли, а в 2013 году получила регулярную роль в сериале CBS «Морская полиция: Спецотдел», где играет нового основного женского персонажа. Ранее она появилась в сериале «Клан Сопрано», а также сыграла роли второго плана в фильмах «Я — четвёртый» и «Игра на выживание».

## Ранние годы
Имеет австрийские и шведские корни. Родилась в Канзасе, но выросла в Мамаронеке, Нью-Йорк. Посещала колледж Muhlenberg в течение двух лет, прежде чем прекратила обучение.

## Личная жизнь
С 2010 по 2018 год Уикершем была замужем за музыканта Блейком Хэнли.
С 27 сентября 2024 года Уикершем замужем за актёром Джеймсом Бэджем Дэйлом. У супругов два сына: Кассиас Уикершем Дэйл (род. 30 декабря 2021) и Зефир Баджетт Дэйл (род. 2 октября 2024).

## Фильмография
| Год  | Название на русском | Название на английском | Роль               | Примечания |
| ---- | ------------------- | ---------------------- | ------------------ | ---------- |
| 2007 | Садовник Эдема      | Gardener of Eden       | Кейт               |            |
| 2007 | Ещё один день       | For One More Day       | Мария Бинетто Лэнг | Телефильм  |
| 2008 | Да, нет, наверное   | Definitely, Maybe      | Интерн             |            |
| 2009 | Забирая Чэнса       | Taking Chance          | Келли              | Телефильм  |
| 2009 | Как я заблудился    | How I Got Lost         | Тейлор             |            |
| 2010 | Помни меня          | Remember Me            | Блондинка          |            |
| 2011 | Я — четвёртый       | I Am Number Four       | Николь             |            |
| 2012 | Игра на выживание   | Gone                   | Молли              |            |

| Год         | Название на русском                   | Название на английском       | Роль                  | Примечания                                  |
| ----------- | ------------------------------------- | ---------------------------- | --------------------- | ------------------------------------------- |
| 2006        |                                       | Parco P.I.                   | Грейс Карр            | Эпизод: «Just Another Pretty Face»          |
| 2006-2007   | Клан Сопрано                          | The Sopranos                 | Рианнон Фламмер       | 4 эпизода                                   |
| 2007        |                                       | The Bronx Is Burning         | Сьюзи Стейнбреннер    | Эпизод: «Caught!»                           |
| 2007        |                                       | The Gamekillers              | Девушка               | Эпизод: «Marcus & Aja»                      |
| 2009        | Закон и порядок: Преступное намерение | Law & Order: Criminal Intent | Сеси Мэдисон          | Эпизод: «Major Case»                        |
| 2009        | Смертельно скучающий                  | Bored to Death               | Эмили                 | Эпизод: «The Case of the Stolen Skateboard» |
| 2009        | Травма                                | Trauma                       | Джессика              | Эпизод: «Stuck»                             |
| 2011        | Сплетница                             | Gossip Girl                  | ведущая леди          | Эпизод «Yes, Then Zero»                     |
| 2013        | Мост                                  | The Bridge                   | Кейт                  | 3 эпизода                                   |
| 2013 — 2021 | Морская полиция: Спецотдел            | NCIS                         | Элеонора «Элли» Бишоп | Регулярная роль                             |